# Piliocolobus pennantii
Il colobo rosso di Pennant o colobo di Pennant (Piliocolobus pennantii Waterhouse, 1838) è un primate della famiglia dei Cercopitecidi.

## Distribuzione e habitat
Questa specie è endemica dell'isola di Bioko (Guinea Equatoriale),  popola le foreste pluviali della parte sud-occidentale dell'isola.

## Descrizione

### Dimensioni
Misura circa 140 cm di lunghezza, di cui la metà spetta alla coda, per un peso compreso fra i 7 e gli 11 kg. I maschi sono più grossi e pesanti delle femmine.

### Aspetto
Il pelo è nerastro su spalle, spina dorsale, mani e testa, tuttavia sfuma velocemente nel rosso ruggine, mentre sulla testa il pelo è brizzolato. Il ventre, gli avambracci, la coda ed il posteriore sono grigio-biancastri, mentre le guance ed il mento sono ricoperte da una barba bianca. La faccia è nuda e nera, con occhi marroni.

## Biologia
Anche se lo stile di vita di questi animali è stato poco studiato ed è quindi poco noto, si suppone che non differisca molto da quello delle altre specie congeneri: si tratterebbe dunque di animali diurni ed arboricoli, che vivono in gruppi composti da pochi maschi e numerose femmine e cuccioli, in cui vige una rigida gerarchia.

### Alimentazione
Si nutrono di foglie giovani e germogli, non disdegnando all'occorrenza anche fiori e frutti. Per far fronte alla difficile demolizione della cellulosa (assai abbondante nelle foglie di cui si nutrono), queste scimmie hanno sviluppato uno stomaco compartimentato, simile come struttura allo stomaco dei ruminanti.

## Tassonomia
In passato venivano riconosciute due sottospecie: Piliocolobus pennantii epieni, diffusa nel delta del Niger, e Piliocolobus pennantii bouvieri, diffusa nella Repubblica del Congo centro-orientale ; entrambe sono ora considerate specie a sé stanti, rispettivamente Piliocolobus epieni e Piliocolobus bouvieri.

## Conservazione
La specie è minacciata dalla distruzione dell'habitat e dalla caccia per ricavarne carne (il famigerato bushmeat) e pelle, ed alla quale è particolarmente vulnerabile, essendo piuttosto lenta nel reagire al pericolo e nella fuga.